# Lanzac
Lanzac är en kommun i departementet Lot i regionen Occitanien i södra Frankrike. Kommunen ligger i kantonen Souillac som tillhör arrondissementet Gourdon. År 2022 hade Lanzac 571 invånare.

## Befolkningsutveckling
Antalet invånare i kommunen Lanzac
| Referens: INSEE |